# Candy Boy
Candy☆Boy (キャンディ ボーイ, Kyandi Bōi) est une original net animation de 8 minutes produite par Anime International Company et réalisée par Takafumi Hoshikawa. Depuis le 22 novembre 2007, l'ONA est disponible en streaming sur le site de Cho! animelo et le site de partage de vidéos Niconico. Cette ONA a été suivie par une série de sept autres épisodes, diffusés en streaming entre le 2 mai 2008 et le 8 mai 2009. Deux épisodes supplémentaires ont été publiés en DVD, le premier avec la version DVD du titre « Bring Up Love » de Nayuta, et le second avec la sortie du second volume de la série. Une série dérivée sous forme de mangas a été créée par Hiro Tōge et sérialisée dans le magazine Comic Flapper de Media Factory entre novembre 2009 et décembre 2010. Une seconde série a été diffusée sur téléphones mobiles.
Annoncée comme une comédie romantique d'école, l'histoire se concentre sur la relation yuri entre Kanade et Yukino Sakurai, des sœurs jumelles en troisième année au lycée de Tokyo, ainsi que sur les ennuis apportés par une autre étudiante, Sakuya Kamiyama, qui est également amoureuse de Kanade.

## Synopsis
Yukino et Kanade Sakurai sont deux sœurs jumelles natives de Hokkaido, qui emménagent ensemble dans une résidence étudiante de Tokyo pour aller au lycée. Elles laissent par conséquent leur jeune sœur Shizuku (surnommée Shi-chan) avec leurs parents. Sakuya Kamiyama, une première année au lycée, suit et harcèle Kanade en disant qu'elle l'aime et qu'elle ferait tout pour être avec elle. Elle paye Yukino avec des sucreries en échange de photos et d'affaires personnelles de Kanade. Cette dernière s’aperçoit que la relation très proche qu'elle avait avec sa sœur commence à se perdre.

## Personnages

### Personnages principaux
Kanade Sakurai (櫻井 奏, Sakurai Kanade)
Voix japonaise : Hitomi Nabatame
La plus jeune jumelle, bien qu'elle soit souvent considérée comme la plus mature. Elle est également assez facile à troubler émotionnellement, particulièrement par Yukino. Elle s'inquiète souvent que sa sœur jumelle se sacrifie pour son bien. Kanade est une artiste et elle aimerait continuer ses études, toutefois elle comprend qu'il serait difficile de poursuivre une carrière d'artiste tout en conservant la relation étroite qu'elle a avec Yukino.
Yukino Sakurai (櫻井 雪乃, Sakurai Yukino)
Voix japonaise : Ryōka Yuzuki
La jumelle aînée. Elle aime les friandises et échanges souvent des photos de Kanade avec Sakuya pour en avoir. Elle est membre de l'équipe de natation de l'école et écrit un journal à propos de sa vie quotidienne. Elle tient profondément à Kanade et ferait tout son possible pour la soutenir.
Sakuya Kamiyama (神山 咲夜, Kamiyama Sakuya)
Voix japonaise : Emiri Katō
Une plus jeune lycéenne extrêmement fortunée et qui aime obsessionnellement Kanade. Elle a tendance à voler les affaires personnelles de Kanade pour sa collection. Malgré sa présence écrasante, les jumelles ont l'air de l'apprécier.
Shizuku Sakurai (櫻井 雫, Sakurai Shizuku)
Voix japonaise : Yū Kobayashi
La petite sœurs de Kanade et Yukino, qu'elles surnomment « Shi-chan ». Elle a davantage la tête sur les épaules qu'elles mais déteste être séparée de ses sœurs. Elle est profondément affectée par les actions de Yukino, qu'elle semble apprécier plus que Kanade. Contrairement à ses sœurs, elle enterre ses émotions sans les exprimer, mais elles refont surface de différentes manières, comme en séchant les cours par exemple.

### Personnages du manga
Personnages qui apparaissent dans les deux séries de mangas.
Yuriko Takanashi (小鳥遊 ユリ子, Takanashi Yuriko)
Une camarade de classe de Kanade, surnommée Yuripe (ユリペ). Ses parents possèdent un restaurant et elle cuisine plutôt bien. Elle gronde souvent Kanade pour ses pensées perverses concernant Yukino.
Isako Mikanagi (御巫 いさ子, Mikanagi Isako)
Une camarade de classe et rivale autoproclamée de Sakuya. Elle avait également le béguin pour Kanade, même si elle révèle plus tard qu'elle aime Sakuya.
Eri Miyagi (宮城 えり, Miyagi Eri)
Une camarade de classe de Sakuya.
Masumi Kurasuma (烏丸 ますみ, Kurasuma Masumi)
Une camarade de classe de Sakuya.

## Médias

### Anime
Le 5 décembre 2007, Candy Boy a été publié en DVD, avec une édition limitée du titre Candy Boy de l'artiste coréenne Meilin sur CD. C'est la première publication d'un projet nommé « Anime 2.0 » dans laquelle un single est vendu avec une OVA.
La série suivante en 7 épisodes a été diffusée en streaming à partir du 2 mai 2008,. Le premier volume des DVD est sorti le 10 décembre 2008. Un single de Nayuta nommé Bring Up Love a été publié le 13 août 2008 avec l'édition du DVD contenant le premier épisode EX de la série. Le second volume des DVD est sorti le 24 juin 2009 et inclut un second épisode EX.

#### Liste des épisodes
| No | Titre français                       | Titre japonais           | Titre japonais        | Date de 1re diffusion |
| No | Titre français                       | Kanji                    | Rōmaji                | Date de 1re diffusion |
| --- | ------------------------------------ | ------------------------ | --------------------- | --------------------- |
| Prologue | Candy☆Boy - Side Story for Archive   |                          |                       | 22 novembre 2007      |
| Kanade suppose que Yukino et Sakuya sortent ensemble et commence à prendre ses distances. Yukino est alors contrariée et supplie sa sœur de ne pas la quitter. Il se trouve finalement que Sakuya avait le béguin pour Kanade et demandait des conseils à Yukino. |                                      |                          |                       |                       |
| 01 | La distance des deux                 | フタリノキョリ           | Futari no Kyori       | 2 mai 2008            |
| Se souvenant des instants ou elle et Yukino marchaient ensemble sous le même parapluie, Kanade échafaude un plan pour revivre ces moments. Quand la pluie arrive, Kanade ne trouve pas de parapluie, mais heureusement, Yukino aussi s'est souvenue de ces moments et a elle-même apporté un parapluie. |                                      |                          |                       |                       |
| 02 | Puis-je l'avoir, s'il te ... plaît ? | コレクダサ...イ?         | Kore Kudasa...i?      | 21 juin 2008          |
| Durant la période de Noël, Kanade et Yukino cherchent des cadeaux l'une pour l'autre. Pendant ce temps, Sakuya fait des plans pour le dortoir en construction. Kanade trouve un parfait, quoique plutôt cher cadeau, mais dépense l'argent de leur billet d'avion au passage. Alors que les jumelles se demandent comment elles vont pouvoir rentrer chez elle, Sakuya fait son apparition avec des billets d'avion, dont un pour elle-même. |                                      |                          |                       |                       |
| EX01 | Prévision du futur                   | ミライヨホウズ           | Mirai Yohouzu         | 13 août 2008          |
| Se déroulant avant le premier ONA, Kanade et Yukino emménagent dans leur dortoir à Tokyo et envoient des photos à leur petite sœur Shizuku. |                                      |                          |                       |                       |
| 03 | Passage à niveau                     | コエラレナイカベ         | Koerarenai Kabe       | 26 septembre 2008     |
| Yukino et Kanade, accompagnées de Sakuya arrive chez elles, où leur petite sœur Shizuku les attend. Alors qu'elles s'installent, les jumelles apprennent que Shizuku a été jalouse de la proximité de la relation qu'elles entretiennent. |                                      |                          |                       |                       |
| 04 | C'est une hépatique, d'accord ...    | ユキワリソウカナ...      | Yukiwari Soukana      | 7 novembre 2008       |
| Les jumelles doivent gérer les choses telles qu'elles ont tourné, tandis que Shizuku explique à Sakuya comment elle est tombée amoureuse de Kanade. Shizuku passe la nuit avec ses sœurs et s'excuse. |                                      |                          |                       |                       |
| 05 | Aaaaaaah...mmm!                      | ア―――...ンムッ!          | Aaaaa...nmu!          | 29 décembre 2008      |
| Kanade fait un rêve étrange impliquant Yukino. Alors qu'elle s'inquiète pour ses devoirs et examens, Yukino l'emmène dans un café pour la Saint Valentin. Toutefois, Kanade doit refaire ses devoirs pour y inclure ses rêves. |                                      |                          |                       |                       |
| 06 | Ce qu'il y a au-delà                 | ソノサキニアルコト       | Sono Saki ni Aru Koto | 13 mars 2009          |
| Kanade est sévèrement avertie que son travail artistique a été bâclé par son professeur et Yukino lui demande d'être plus précautionneuse. Les nouveaux dortoirs sont en préparations et Sakuya y a réservé un étage pour elle et Kanade, mais cette dernière signale qu'elle a déjà prévu de partager un logement avec Yukino. Kanade mentionne qu'elle devra peut être prendre de cours supplémentaires durant les vacances de printemps, et prévient Shizuku qu'elle ne rentrera peut être pas à la maison, ce qui ruine les plans qu'elle avait. Yukino dit qu'elle va prendre un emploi à temps partiel pour payer l'école préparatoire de Kanade, ce qui la surprend quelque peu.                                                                        |                                      |                          |                       |                       |
| 07 | Les cerisiers ont éclot ?            | サクラサク?              | Sakura Saku?          | 8 mai 2009            |
| Kanade se sent à la fois coupable que Yukino travail à temps partiel pour elle, et seule car elle ne peut plus passer autant de temps avec elle. Les deux filles sont surprises de trouver Shizuku à leur appartement, où celle-ci passe la nuit. Sakuya dit à Kanade qu'elle devrait aller s'excuser auprès de Yukino, et Shizuku lui fait la même suggestion. Plus tard, Kanade rejoint Yukino, s'excuse et lui annonce qu'elle suivra une formation courte plutôt qu'une longue. Les deux sœurs se promettent alors de toujours rester ensemble. Yukino demande à Kanade de retirer de la crème qu'elle a sur la bouche, ce qu'elle fait avec sa propre bouche à la plus grande surprise de Yukino. Plus tard, les deux filles se disent qu'elles s'aiment. |                                      |                          |                       |                       |
| EX02 | La théorie du partage du bonheur     | シアワセキョウユウリロン | Shiawase Kyōyū Riron  | 24 juin 2009          |
| Alors que la neige tombe, Sakuya invite Yukino, Kanade et Shizuku à une piscine avant qu'elle ne soit ouverte au public. Toutefois, la vraie motivation de Sakuya est de prendre des photos dans Kanade dans des positions lascives, allant même jusqu'à faire un photomontage. Kanade décide de supprimer toutes les photos de Sakuya, mais Shizuku lui en offre une pour la remercier de l'avoir invité. |                                      |                          |                       |                       |

### Musique
1. « Candy☆Boy » — Meilin (Premier ONA)
2. « Koi no Katachi » — Kana (Épisodes 1–3)
3. « Bring up LOVE » — Nayuta (Épisodes 4–6)

### Manga
Une adaptation en manga de la série a été créée par Hiro Tōge et sérialisée dans le magazine de mangas seinen Comic Flapper à partir du 5 novembre 2009. Tōge a créé une seconde série intitulée Candy Boy 〜Young girls fall in love!〜 et distribuée via Flapper Mobile, qui suit la vie de Sakuya et de ses camarades de classe. Les deux séries ont été compilées en deux tankōbons et publiées respectivement le 23 juin 2010 et le 22 juin 2010.

#### Liste des volumes
| no | Japonais         | Japonais          |
| no | Date de sortie   | ISBN              |
| -- | ---------------- | ----------------- |
| 1  | 23 juin 2010     | 978-4-840-13331-9 |
| 2  | 22 décembre 2010 | 978-4-840-13724-9 |